# دبيق رمادي
الدبيق الرمادي (باللاتينية: Bupleurum canescens) نوع نباتي ينتمي إلى جنس الدبيق من الفصيلة الخيمية.

## الموئل والانتشار
موطن هذا النوع المغرب العربي.